# Stewartia monadelpha
Stewartia monadelpha là một loài thực vật có hoa trong họ Theaceae. Loài này được Siebold & Zucc. miêu tả khoa học đầu tiên năm 1841.

## Hình ảnh

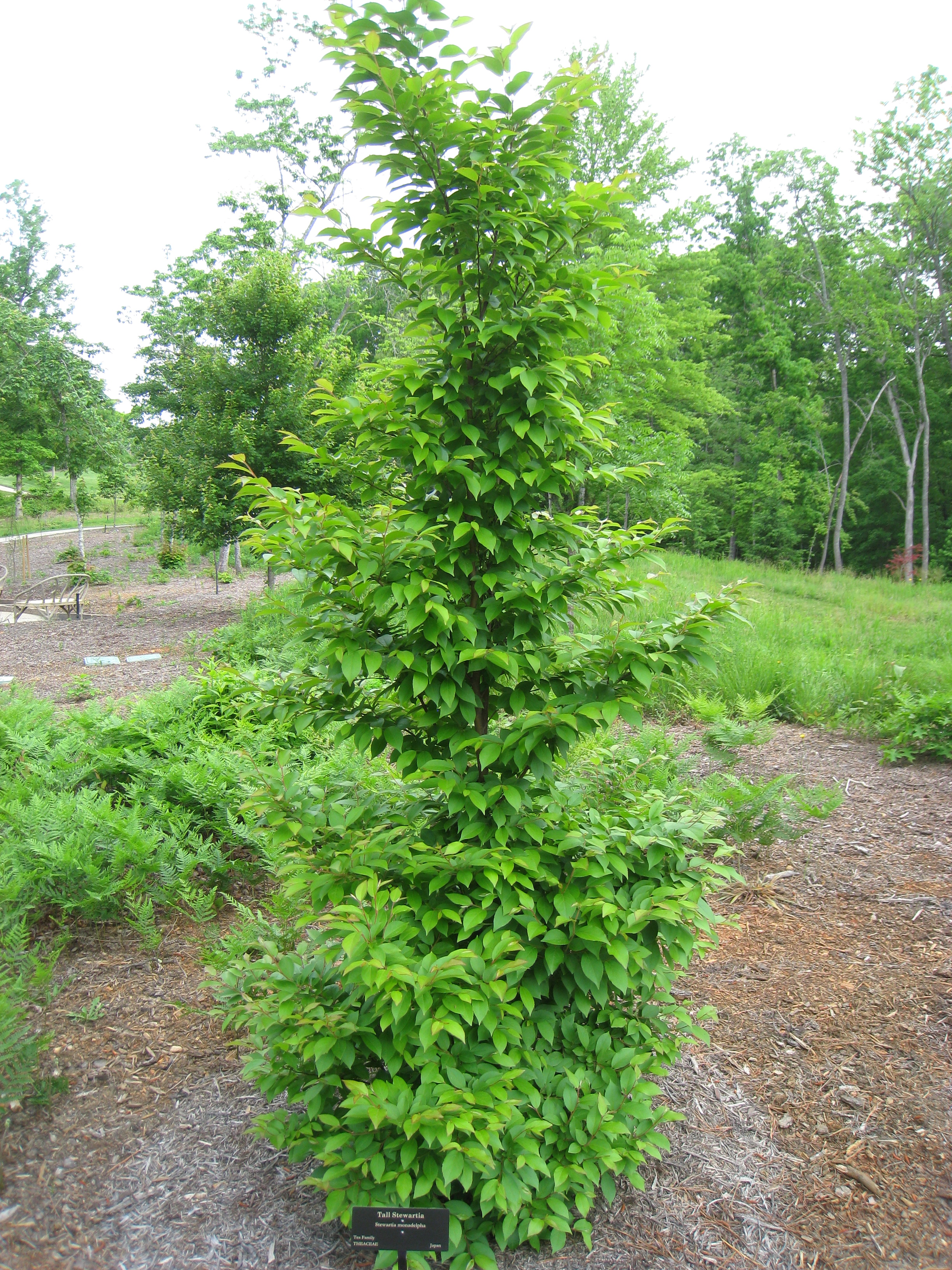
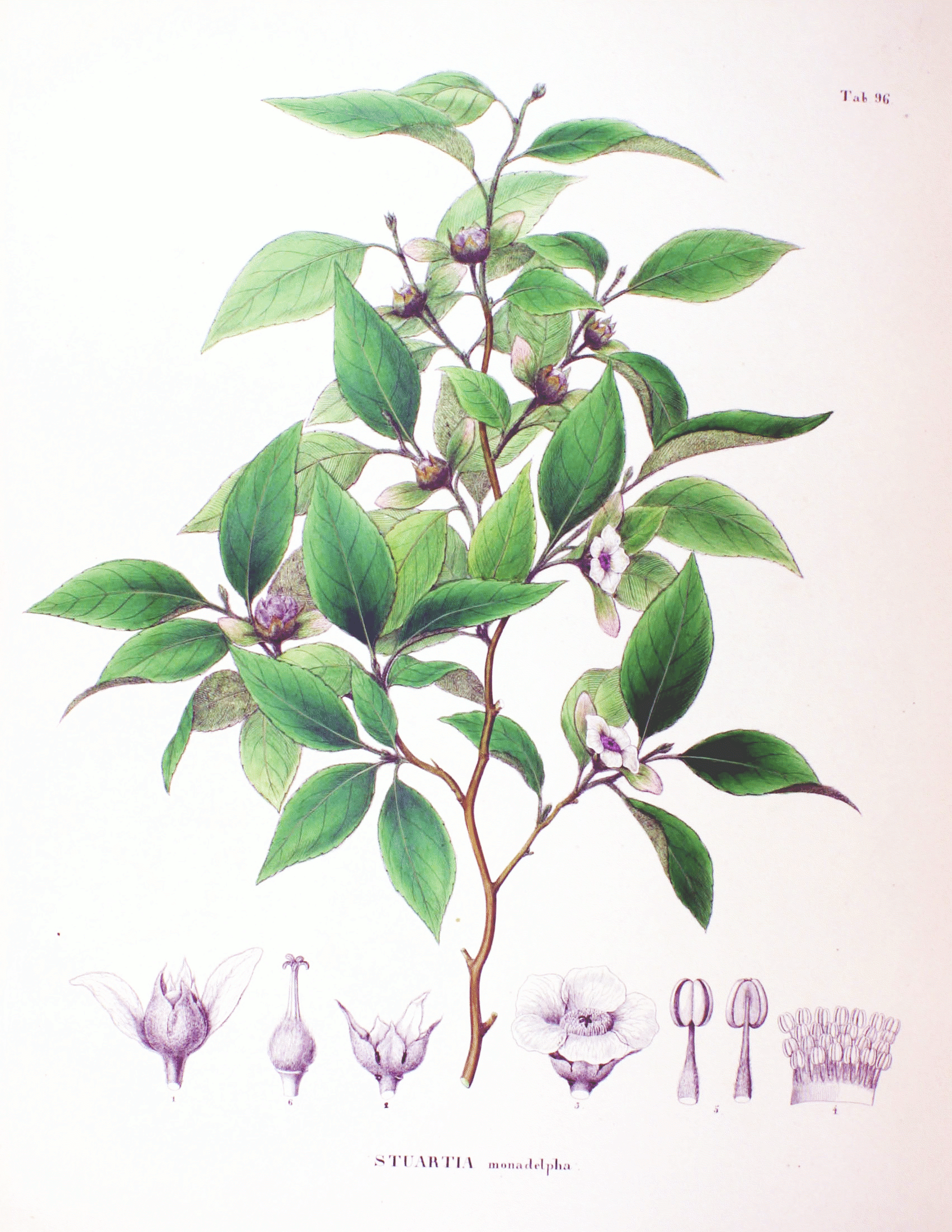
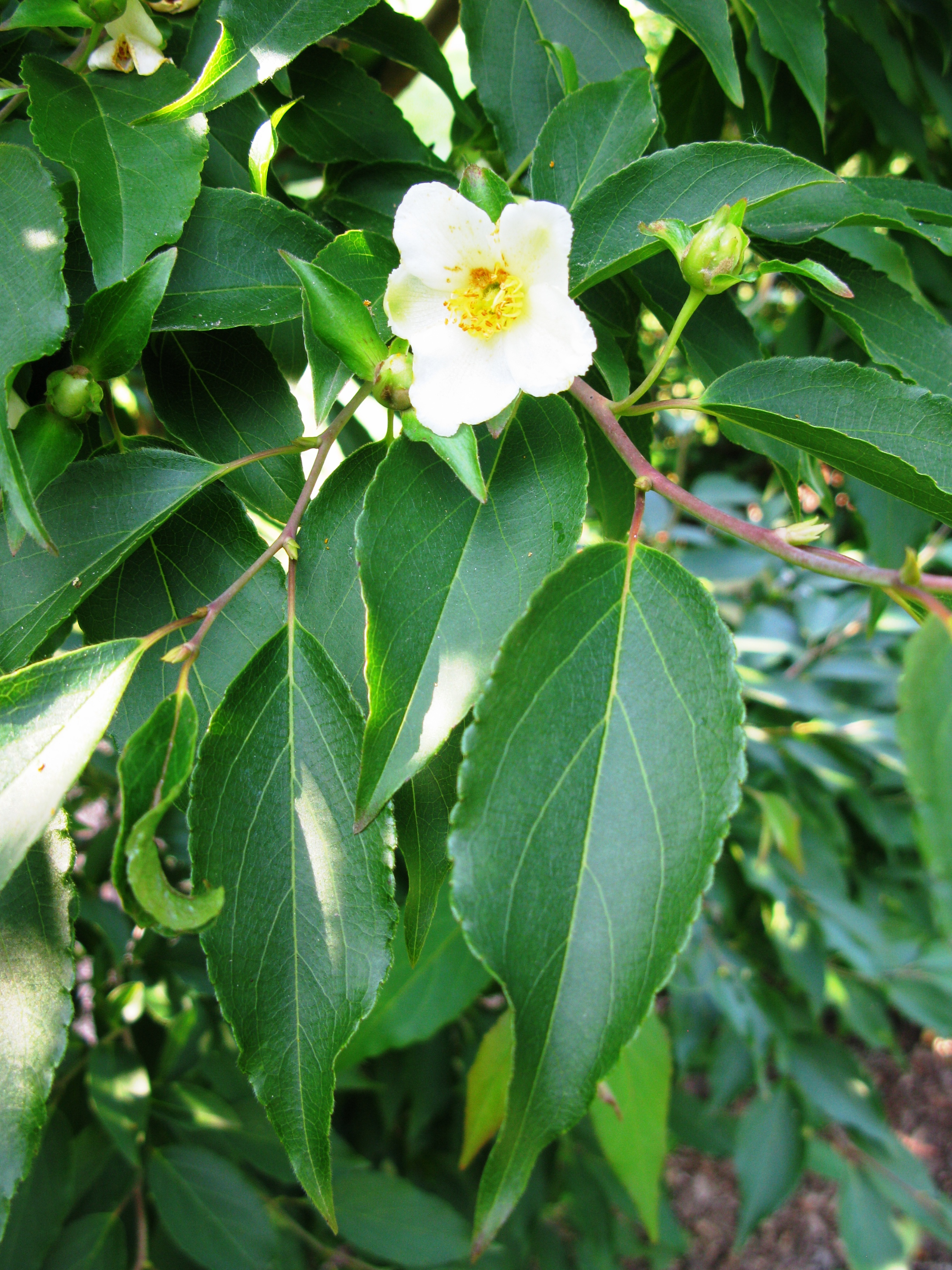